# Ildebrando Pizzetti
Ildebrando Pizzetti (Parma, 20 september 1880 - Rome, 14 februari 1968), was een Italiaans componist.

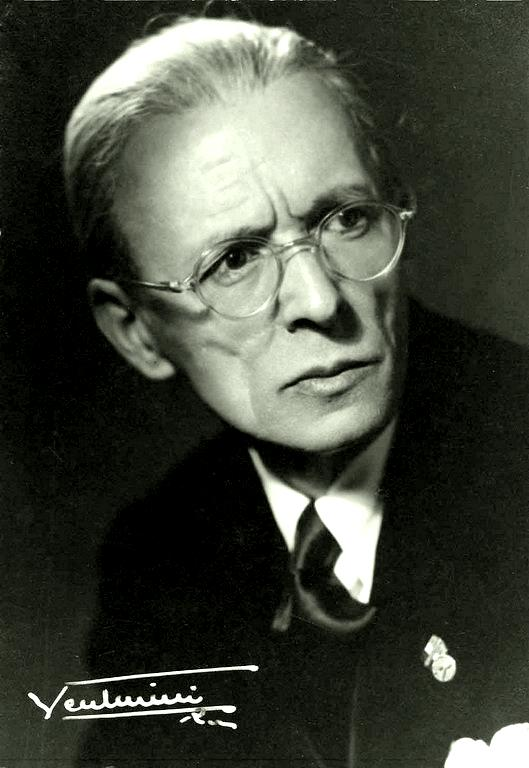
Ildebrando Pizzetti

## Biografie
Pizzetti was bekend als hoogleraar in de muziek, als muziekjournalist, als dirigent en als componist. Zijn muziekopleiding begon met pianolessen van zijn vader. Van 1895 tot 1901 studeerde Pizzetti muziektheorie aan het Conservatorium in Parma. Hier kreeg hij les van Giuseppe Tebaldini. In 1908 kreeg hij in Florence een aanstelling als compositieleraar aan het Conservatorio di Musica "Luigi Cherubini". In 1914 werd hij daar tevens directeur.
In 1924 werd hij aangesteld als directeur van het Conservatorio "Giuseppe Verdi" (Milaan) in Milaan. De volgende stap was naar Rome, waar Pizzetti in 1936 Ottorino Respighi opvolgde als hoogleraar compositie aan de toen zeer hooggewaardeerde Accademia Nazionale di Santa Cecilia in Rome. Pizzetti werkte als hoogleraar van 1936-1958.

### Werken
Pizzetti componeerde omstreeks vijftien opera's. Voor negen hiervan schreef hij zijn eigen libretto.
- Fedra (1905)
- Debora e Jaele (1915-1921)
- Lo straniero (1922-1925)
- Fra Gherardo (1925-1927)
- Orseolo (1931-1935)
- L’oro (1938-1942)
- Vanna Lupa (1947-1949)
- Ifigenia (1950)
- Cagliostro (1952)
- La figlia di Jorio (1952-1954)
- Assassinio nella cattedrale (1958)
- Il calzare d’argento (1961)
- Clitemnestra (1961).

Voorts componeerde hij werken voor viool en cello, een symfonie, een aantal werken voor orkest en kamermuziek, filmmuziek voor een vijftal films, een requiem en een aantal liederen.
- 1897 - Improvviso sinfonico voor orkest
- 1898 - Intermezzo ‘Extase’ voor orkest
- 1899 - Notturno-Momento triste voor orkest
- 1899-1900 - Tussenspel Il sonno di Giulietta voor orkest
- 1900 - Sera sui campi e Mattinata d’aprile (Avond op de velden en de ochtend van april) voor orkest
- 1900 - Voci che si odono di notte per I campi (Stemmen die ‘s nachts in het veld worden gehoord) voor orkest
- 1901 - Ouverture Edipo a Colono
- 1903/24 - Drie symfonische voorspelen tot Oedipus Rex
- 1904 - Per l’Oreste di Alfieri voor orkest
- 1906 - Canente voor orkest
- 1911 - Ouverture per una farsa tragica voor orkest
- 1913 - Poema Emiliano voor viol en orkest
- 1913/17 - Suite La Pisanella voor orkest
- 1914 - Sinfonia del fuoco (uit de muziek voor de film Cabiria) voor bariton, koor and orkest
- 1914 - Dans: Per l’Aminta del Tasso voor orkest
- 1916-18 - Twee dramatische Napolitaanse liederen tenor en orkest
- 1922-23  Messa di requiem voor koor a capella
- 1928 - Concerto dell’estate (Zomerconcert) voor orkest
- 1929 - Rondo Veneziano voor orkest
- 1930 - Piano Concerto Canti della stagione alta (Liederen voor het hoogseizoen)
- 1933-34 - Celloconcert in C
- 1936 - Drie orkeststukken La Festa delle Panatenee
- 1940 - Symfonie
- 1944 - Vioolconcert
- 1948 - Canzone di beni perduti (Liederen over verloren voorwerpen) voor orkest
- 1952 - Preludio ad un altro giorno (Opmaat naar een andere dag) voor orkest
- 1957/60 - Vocalizzo voor mezzo-sopraan en orkest
- 1958-60 - Harpconcert

- Bibsys: 3056340
- Biblioteca Nacional de España: XX1072454
- Bibliothèque nationale de France: cb13898534f (data)
- CiNii: DA08724230
- Gemeinsame Normdatei: 119389533
- International Standard Name Identifier: 0000 0001 0785 6512
- Library of Congress Control Number: n80117010
- Nationale Bibliotheek van Letland: 000313079
- MusicBrainz: 0ea32d88-f302-44e6-bd75-d73e4ad135a1
- Bibliotheek van het Japanse parlement: 00525194
- Nationale Bibliotheek van Tsjechië: xx0001790
- Nationale bibliotheek van Australië: 36501331
- Nationale Bibliotheek van Israël: 987007303153605171
- Nationale Bibliotheek van Polen: a0000002476852
- Nationale en Universitaire bibliotheek Zagreb: 000262149
- Nederlandse Thesaurus van Auteursnamen: 074359592
- Réseau des bibliothèques de Suisse occidentale: 02-A010132738
- Istituto Centrale per il Catalogo Unico: RAVV019700
- LIBRIS: 296213
- SNAC: w6q81zhs
- Système universitaire de documentation: 111582113
- Trove: 1261563
- Virtual International Authority File: 90280696
- WorldCat: E39PBJccgDh48P8jXRKGcmTbVC